# Valle-di-Rostino
 Valle-di-Rostino  là một xã ở tỉnh Haute-Corse trên đảo Corse, Pháp. Xã này có diện tích 15,6 km², dân số năm 1999 là 83 người. Khu vực này có độ cao trung bình 600 mét trên mực nước biển.